# 박영회
박영회(1978년 ~ )는 대한민국의 MBC 보도본부의 기자이다.